# Radanovići (Kotor, Crna Gora)
Radanovići su naselje u Boki kotorskoj, u općini Kotor.	

## Stanovništvo

### Nacionalni sastav po popisu 2003.
- Srbi - 437
- Crnogorci - 110
- Neopredijeljeni - 83
- Hrvati - 3
- Ostali - 30

## Šport
Mještani Radanovića su osobito ponosni na svoj mjesni, prvoligaški nogometni klub  Grbalj Radanovići, koji od 2006. nastupa u Prvoj crnogorskoj ligi. Fanovi ne propuštaju ni jednu utakmicu svojega kluba, a odnedavno imaju i vlastitu web stranicu. Dodajmo da nogometaši Grblja u sezoni 2008. bilježe rešpektabilne rezultate u Intertoto kupu.